# Berchem (Anversa)
Berchem è una località del Belgio fiammingo, posta alla periferia meridionale di Anversa.
Il distretto di Berchem si estende su una superficie di 5,79 km² e alla fine del 2006 contava 40 062 abitanti (6 919 abitanti per km²).
Nel 1832 vi venne stabilito il quartier generale dell'esercito francese; durante la guerra d'indipendenza belga, Berchem fu teatro di una battaglia tra Belgi e Olandesi.
È patria di Jacquet Berchem, compositore del secolo XVI.
È sede di numerosi stabilimenti industriali (metallurgici, alimentari, chimici; birrifici, mobilifici, saponifici; fabbriche di orologi e gioielli).